# Primo Visentin
Primo Visentin, soprannominato Masaccio (Riese Pio X, 13 dicembre 1913 – Loria, 29 aprile 1945), è stato un partigiano italiano, medaglia d'Oro al Valor Militare alla memoria.

## Biografia
Nato nel 1913 a Poggiana di Riese Pio X da Umberto e Maria Martinello, braccianti, rimase presto orfano di padre morto sul fronte isontino durante la prima guerra mondiale a causa di una malattia febbrile.
La madre si risposò con Michele Quaggiotto. Primo trascorse la sua infanzia in condizioni economiche tutt'altro che agiate. Infatti, dal matrimonio tra Maria e Michele nacquero altri sei figli per cui Michele dovette emigrare in America per sfamare la propria famiglia.
Primo Visentin, come orfano di guerra, venne accolto nell'istituto per loro di Vittorio Veneto, gestito da Mons. Bianchin.
Successivamente frequentò il ginnasio della città e, ritornato a Poggiana, completò gli studi acquisendo il diploma magistrale nel 1932. Nel novembre dello stesso anno ricevette il suo primo incarico a Vallà di Riese: una classe terza elementare di 50 alunni. Nel 1936 accettò l'incarico di segretario del Partito Nazionale Fascista nella sezione di Loria, ruolo che lasciò l’anno dopo.
In quel periodo si iscrisse anche  all'Università di Padova, giungendo alla laurea (110 e lode) con la tesi: La fortuna critica di Giorgione nel 1940, anno di entrata dell'Italia nella seconda guerra mondiale.
I primi tre anni di guerra segnarono per Primo un cambiamento. Insegnò ad  Asolo, Venezia, a Bergamo. Sua madre morì il 29 aprile 1942. Gravò allora su di lui il mantenimento dei suoi sei fratelli. A Venezia, il suo professore Agostino Zanon dal Bo lo introdusse nel PdAz cittadino e lo mise in contatto con i primi nuclei antifascisti.
Richiamato alle armi nel 1943, rifiutò i privilegi conferiti dalla laurea e venne addestrato al CAR, come soldato semplice, nel 32º reggimento d'artiglieria divisionale. Immediatamente dopo l'8 settembre scavalcò il muro della caserma e si procurò delle armi, insieme con i primi amici fidati. Raccolse subito molti altri renitenti alla guerra ed organizzò varie bande, da ultima la "Brigata Martiri del Grappa" dopo il rastrellamento. Sempre in prima fila, il suo nome di battaglia era Masaccio, in ricordo del suo pittore preferito.

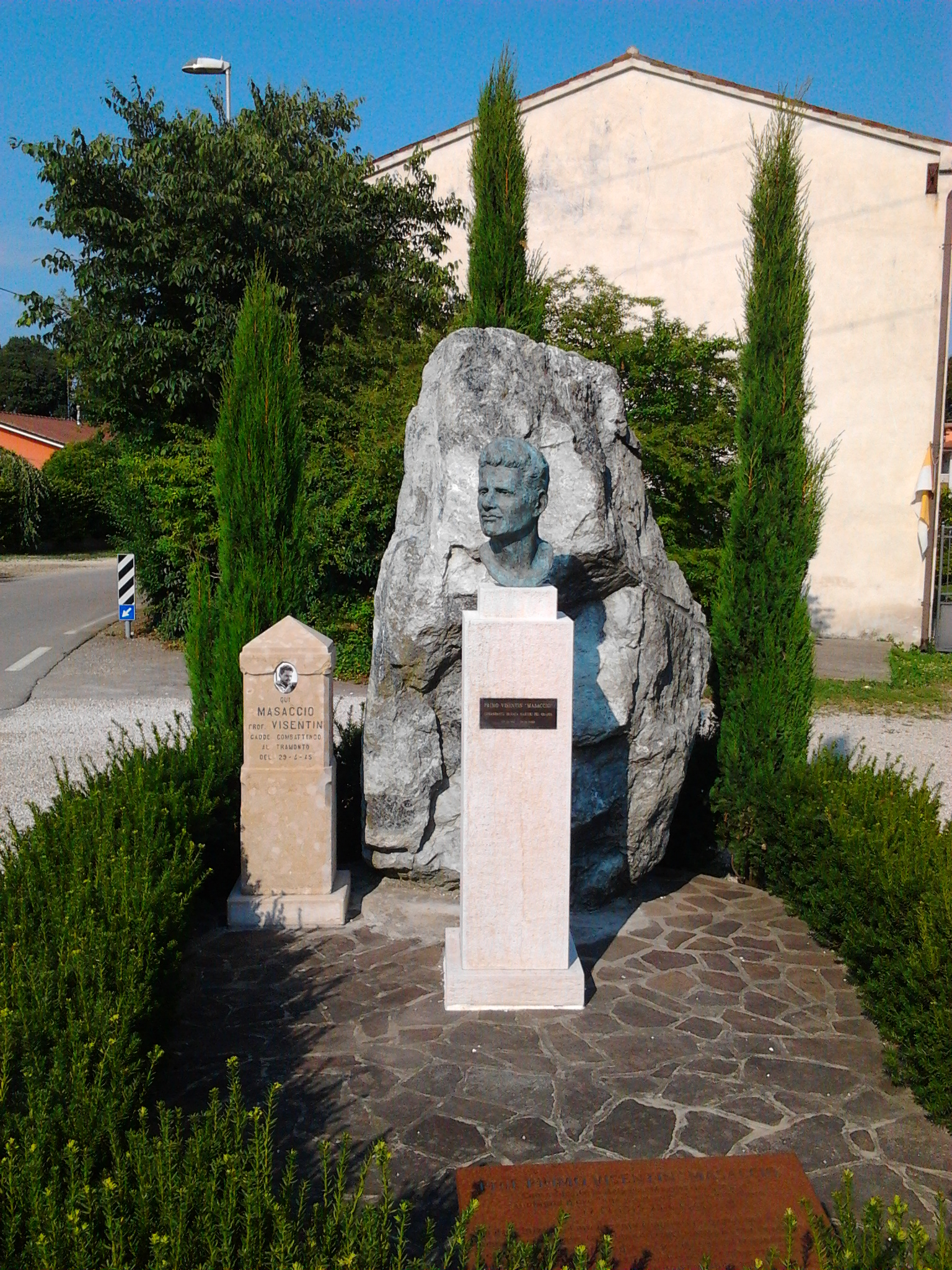
Il cippo, a Loria dove morì, con busto dell'artista Sergio Comacchio.

Il 17 febbraio 1945, per salvare la città di Bassano del Grappa da un minacciato bombardamento guidò un gruppo di 15 partigiani che trainavano, in bicicletta, due carretti con le pesanti bombe, fino al Ponte Vecchio di Bassano, chiamato anche Ponte degli Alpini, e lo fece saltare in aria, sotto gli occhi dei tedeschi occupanti. Travestito da ufficiale tedesco, dirigeva i movimenti dei suoi e sollecitava lo sgombero del ponte ai passanti.
Il 29 aprile, ultimo giorno di guerra, mentre stava intimando la resa a un reparto tedesco, fu ucciso da una raffica sparata alle spalle. Secondo tutte le fonti l'omicidio sarebbe da ascriversi al comandante subalterno, Antonio Andretta, il quale temeva che con la fine della guerra, per le sue malefatte sarebbe stato consegnato alla magistratura civile.
Masaccio teneva in tasca il verbale del processo partigiano che lo condannava e una testimone lo vide rovesciare il corpo del morente ed estrarre dalle sue tasche il taccuino per strapparne le pagine. Secondo Sergio Bernardi ed altri autori, l'omicidio di Primo Visentin non fu un caso isolato e va inserito nella vasta e complessa trama degli intrallazzi e conflitti, tra i vari servizi segreti alleati, ma anche fascisti.